# Bronzani Majdan
Bronzani Majdan (szerbül: Бронзани Мајдан), település Banja Luka községben, Bosznia-Hercegovinában, Bosanska krajina területén, a Szerb Köztársaságban. 

## Fekvése
Bosznia-Hercegovina északi részén, Banja Luka központjától légvonalban 21, közúton 30 km-re nyugatra, a Sanski Most felé vezető út mentén, a Gomjenica két partján, a Subotica torkolatánál, és a Tramošnja-hegység keleti lejtőin 200-330 méteres magasságban fekszik. Kompakt, ovális alakú település az utcák sugárirányú elrendezésével, melyek mintegy 200 m tengerszint feletti magasságban találhatók.

## Népessége
| Nemzetiségi csoport | Népesség 1991 | Népesség 2013 |
| ------------------- | ------------- | ------------- |
| Szerb               | 529           | 570           |
| Bosnyák             | 420           | 32            |
| Horvát              | 19            | 2             |
| Jugoszláv           | 31            | 0             |
| Egyéb               | 20            | 10            |
| Összesen            | 1019          | 614           |

## Története
A település területén talált számos salaklerakódás, valamint ókori és középkori kézműves objektumok tanúsága szerint itt már az őskortól fogva kiterjedt fémfeldolgozó tevékenység folyt. A térség a 16. században került török kézre. Batthyány Ádám horvát bán 1693-ban az Una-menti Kosztajnicából kiindulva támadta meg és foglalta el átmenetileg az oszmán kézen levő települést. A település 1878-ig tartozott az Oszmán Birodalomhoz, ekkor a berlini kongresszus határozata alapján az Osztrák-Magyar Monarchia része lett. 1879-ben az első osztrák-magyar népszámlálás során a Banja Luka-i járáshoz tartozó Majdan Brončeni településnek 69 háztartása, 532 muszlim, 61 ortodox és 19 katolikus lakosa volt. 1910-ben a Banja Luka-i járáshoz tartozó településen 134 háztartást 634 muszlim, 45 ortodox és 41 katolikus lakost találtak. A monarchia szétesésével 1918-ban előbb a Szerb-Horvát-Szlovén Királyság, majd 1929-től a Jugoszláv Királyság része. 1921-ben a községnek összesen 131 háztartása és 631 lakosa volt. Jugoszlávia megszállása után a Független Horvát Állam (NDH) része lett. A második világháború után a szocialista Jugoszláviához tartozott. Az 1961-es népszámláláskor Bronzani Majdan községnek 18 046 lakosa volt, és a következő településeket foglalta magában: Bistrica, Borkovići, Bronzani Majdan, Vilusi, Goleši, Zelenci, Kmećani, Melina, Obrovac, Pervan Gornji, Pervan Donji, Slavmanići, Stratinska és Subotica. 1963-ban megszüntették az addig önálló Bronzani Majdan községet és területét Banja Lukához csatolták. A daytoni békeszerződést követő területfelosztásnál Banja Luka község részeként a Szerb Köztársaság területéhez került.

## Sport
A település az FK Gomionica futballklub székhelye.

## Nevezetességei
- Őskori, római kori és középkori fémfeldolgozó telep maradványai. A település területén, a Subotica és a Gomjenica folyók mentén nagy salaklerakódások találhatók, melyek közül a legrégebbiek a vaskorig nyúlnak vissza. Stari Majdan központjában és közvetlen környezetében ókori és középkori lakóépületek és kézműves objektumok maradványai találhatók. Itt találtak egy sztélé formájú, nőalakot ábrázoló sírkövet is, mely valószínűleg a 4. század végéről származik.[8]

- Szent Száva tiszteletére szentelt ortodox plébániatemploma a Banja Lukából Sanski Mostra menő főút mentén áll. A plébániához Bronzani Maidan, Gornja Tramošnja, Melina, Obrovac és Stratinska települések hívei tartoznak.[9]